# FC Ajka
Der FC Ajka ist ein ungarischer Fußballverein, der im Sommer 2001 durch die Abspaltung vom Gesamtverein Ajka SE (gegründet 1923) entstanden ist. Der Verein war jahrelang hauptsächlich in der 3. Liga zu Hause, ehe 1978 erstmals der Aufstieg in die 2. Liga gelang, wo man sich im Mittelfeld etablierte, ehe 1982 wieder der Abstieg folgte. Auch in den Folgejahren festigte Ajka seinen Ruf als Fahrstuhlmannschaft, die stets zwischen Zweit- und Drittklassigkeit pendelte.
Zwischen 1987 und 1993 hieß der Verein Ajka Hungalu SK. Das schwärzeste Kapitel der Vereinsgeschichte folgte unter dem Namen Ajka LC als der Verein aus der 3. Liga abstieg und nur noch auf Komitatsebene (Megyei Bajnokság) spielte. Diese Periode dauerte bis 1998, dann folgte der Aufstieg bis zurück in die 2. Liga, die man zwischenzeitlich immer wieder verlassen musste. 2007 gelang die Rückkehr in die Nemzeti Bajnokság II.
Das Stadion Városi Szabadidő- és Sportcentrum fasst 5000 Zuschauer.